# 비외른 입센
비외른 입센(Bjørn Ibsen, 1915년 8월 30일~2007년 8월 7일)은 덴마크의 마취과 의사이다.

## 같이 보기
- 중환자의학
- 양압기